# 菱鋸脂鯉
菱鋸脂鯉(學名:Serrasalmus rhombeus)，又叫黑食人鱼，為锯脂鲤属的一個種，分布於南美洲亞馬遜河、奧里諾科河、圭亞那及巴西東部沿岸淡水流域，體長可達41.5公分，能適應各種環境，以魚類、哺乳類、爬蟲類及甲殼類等為食，生活習性不明，可作為觀賞魚及食用魚，利牙會造成創傷。

## 扩展阅读
維基物種上的相關：菱鋸脂鯉